# Фробург
Фробург (нім. Frohburg) — місто в Німеччині, розташоване в землі Саксонія. Входить до складу району Лейпциг.
Площа — 108,06 км2. Населення становить 12 420 ос. (станом на 31 грудня 2020).